# 諾沃西爾基-霍斯廷尼

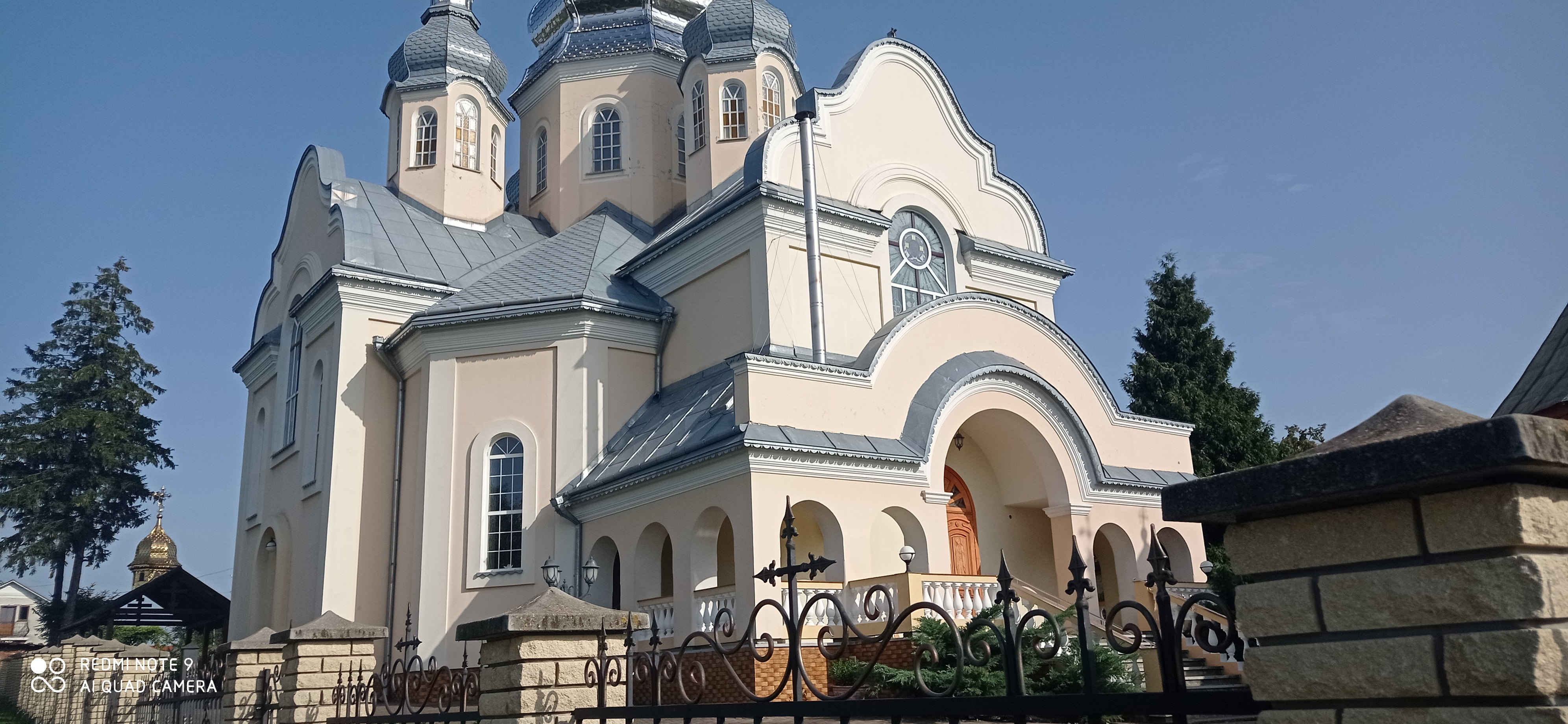
教堂

49°37′46″N 23°27′39″E / 49.62944°N 23.46083°E
诺沃西爾基-霍斯廷尼（烏克蘭語：Новосілки-Гостинні）是位於烏克蘭西部的村莊，由利沃夫州桑比爾區的魯德基市鎮負責管轄。該村始建於1425年，面積11.18平方公里，海拔高度268米，2024年人口1,311，人口密度每平方公里125.22人。